# Marc Wagner
Marc Wagner (* 17. April 1968 in München) ist ein deutsch-österreichischer Fernseh- und Radiomoderator sowie TV-Produzent.

## Leben und Wirken
Wagner legte 1988 in Graz die Matura ab und begann zunächst von 1988 bis 1989 ein Studium der Medizin an der Karl-Franzens-Universität in Graz. Anschließend studierte er Rechtswissenschaft, von 1989 bis 1990 in Graz, dann von 1990 bis 1994 an der Ludwig-Maximilians-Universität in München. 1994 absolvierte er dort das Erste Juristische Staatsexamen.
Neben seinem Studium absolvierte er in München eine Ausbildung zum Fitnesstrainer.
Wagner arbeitete zwischen 1992 und 2003 unter anderem als Moderator und Redakteur beim Fitness-Channel. Bei der ProSieben-Talkshow Nicole – Entscheidung am Nachmittag war er zwischen 1999 und 2001 als Reporter und Vertretungsmoderator tätig. Anschließend wechselte er als Moderator zu Home Shopping Europe. Seit 2003 arbeitet Marc Wagner als Moderator und Redakteur beim Münchner Regionalsender City Info TV und entwickelte dort eigene TV-Formate. Hierzu gehören die Talkshows City Flash und Club 5 – reine Männersache.
Allgemeine Bekanntheit erlangte Wagner durch seine Tätigkeit als Moderator von Call-in-Gewinnspielen für 9Live. Seine Karriere bei 9Live startete Wagner 2003 im vierköpfigen Moderatoren-Team von Neue Liebe, Neues Glück, einer frühmorgendlichen, interaktiven Dating-Show. Als seine Erkennungszeichen gelten seine ständige, fast im Minutentakt wiederholte Zuschaueranrede: „Meine sehr verehrten Damen und Herren!“ und das blau leuchtende Telefon.
Für ProSieben Austria, Sat1Österreich und kabel eins austria arbeitete Wagner seit 2006 auch als Moderator der Wett-Show Wettstudio.at –Die 1. TV-Wettshow.
Wagner war zeitweise auch als Radio-Moderator tätig. Zwischen 1998 und 2000 moderierte er beim Münchner Radiosender HIT FM die Sendung Stoßzeit.
Nebenbei ist Wagner häufig als Präsentator sowie Moderator auf Messen und Veranstaltungen tätig.
Marc Wagner ist seit 2006 verheiratet und lebt in München.